# Coccidiphila
Coccidiphila is een geslacht van vlinders uit de familie prachtmotten (Cosmopterigidae).

## Soorten
- C. danilevskyi Sinev, 1997
- C. gerasimovi Danilevsky, 1950
- C. kasypinkeri Traugott-Olsen, 1986
- C. ledereriella (Zeller, 1850)
- C. nivea Koster, 2010
- C. patriciae J. Nel & A. Nel, 2000
- C. riedli Traugott-Olsen, 1986
- C. stegodyphobius (Walsingham, 1903)